# Maddocksella
Maddocksella is een geslacht van uitgestorven kreeftachtigen uit de klasse van de Ostracoda (mosselkreeftjes).

## Soorten
- Maddocksella argilloeciaformis (Whatley & Downing, 1984) Warne, 1987 †
- Maddocksella mckenziei (Maddocks, 1969) Mckenzie, 1982 †
- Maddocksella obscura (Whatley & Downing, 1984) Warne, 1987 †
- Maddocksella tarparriensis McKenzie, Reyment & Reyment, 1993 †
- Maddocksella tumefacta (Chapman, 1914) Mckenzie, 1982 †